# Uwe Schmitt (Leichtathlet)
Uwe Andreas Schmitt (* 17. August 1961 in Marburg; † 17. Dezember 1995 in Bad Homburg) war ein westdeutscher Leichtathlet.

## Biografie
Uwe Schmitt gewann bei den Junioreneuropameisterschaften 1979 mit der bundesdeutschen Mannschaft in der Besetzung Thomas Giessing, Edgar Nakladal und Hartmut Weber Gold in der 4-mal-400-Meter-Staffel. Bei den Deutschen Meisterschaften 1983, 1984 und 1985 gewann er die Bronzemedaille und 1985 die Silbermedaille über 400 Meter Hürden.
Bei den Olympischen Spielen 1984 in Los Angeles trat er über 400 Meter Hürden und in der 4-mal-400-Meter-Staffel an, schied jedoch beide Male im Halbfinale aus.
Im Alter von 34 Jahren beging Schmitt durch eine Vergiftung Selbstmord.